# トゥムア・マヌ
トゥムア・マヌ（Tumua Manu、1993年4月18日 - ）は、トップ14セクシオン・パロワーズに所属するラグビーユニオン選手。

## プロフィール
- サモア・アピア出身[1]。
- ポジションはウィング(WTB)、センター(CTB)。
- 身長 183cm、体重 97kg
- サモア代表キャップは22(2024年10月現在）でラグビーワールドカップ2023のサモア代表に選ばれた[2]。

## 略歴
オークランド、ブルーズ、チーフスを経て、2020年、ポーに加入。